# Karol Tendera
Karol Jerzy Tendera (ur. 7 lipca 1921 w Krakowie, zm. 1 października 2019 tamże) – polski robotnik przymusowy, więzień niemieckiego obozu koncentracyjnego Auschwitz, polski świadek Zagłady. Autor pozwu przeciwko niemieckiej telewizji publicznej ZDF, za używanie przez stację określenia „polskie obozy zagłady” w kontekście wybudowanych przez Niemców na terenie przedwojennej Polski obozów zagłady.

## Wykształcenie
Jego ojciec był muzykiem, a matka malarką. Był uczniem krakowskiej Mechanicznej Szkoły Zawodowej przy ul. Krupniczej w Krakowie. Po wojnie ukończył studia w Akademii Górniczo-Hutniczej w Krakowie. Do emerytury był dyrektorem dużego przedsiębiorstwa budowlanego.

## Podczas okupacji
Dnia 2 marca 1940 roku został wywieziony z innymi uczniami krakowskiej Szkoły Mechanicznej do pracy przymusowej w Hanowerze, do fabryki Max Mueller-Hann Flugzeug Werke budującej niemieckie samoloty. Uciekł z Niemiec dwa lata później, powracając do okupowanego Krakowa.
Został zatrzymany 19 stycznia 1943 roku w Krakowie przez gestapowca w cywilu. Podczas przesłuchania w siedzibie Gestapo przy ulicy Pomorskiej (obecnie siedziba oddziału Muzeum Historycznego Miasta Krakowa), oskarżono go o fałszowanie dokumentów. Śledztwo nie było prowadzone w związku z ucieczką Tendery z przymusowych robót, a zatrzymany miał jedynie posłużyć osadzeniu księdza katolickiego, do którego oskarżenia przymuszano młodego Tenderę. Gdy uporczywie odmawiał, rozwścieczeni Niemcy zaczęli bić go łokciami po głowie, w wyniku czego nie słyszał na jedno ucho do końca życia. Trafił do więzienia na Montelupich, a następnie wysłano go do Auschwitz. Tendera był więźniem obozu od 5 lutego 1943 roku (numer wytatuowany w obozie – 100430). Był tam wykorzystywany do pseudomedycznych eksperymentów, w tym tych  przeprowadzanych bezpośrednio przez Josefa Mengele. Podczas ewakuacji obozu przez Niemców w 1944 roku szedł w „marszu śmierci” do KL Flossenbürg w czeskich Litomierzycach, gdzie doczekał wyzwolenia.

## Działalność społeczna
Jako współpracownik Fundacji Pamięci Ofiar Auschwitz-Birkenau w Oświęcimiu, uczestniczył przez lata w spotkaniach edukacyjnych, przedstawiając w Polsce i za granicą swoje doświadczenia z okresu II wojny światowej i przestrzegając przed zgubnymi skutkami ideologii nazistowskiej. Współpracował również z Centrum Dialogu i Modlitwy w Oświęcimiu. Autor książki „Polacy i Żydzi w KL Auschwitz 1940–1945”.

## Proces z niemiecką telewizją publiczną
Pod koniec życia wytoczył proces niemieckiej telewizji publicznej ZDF za użycie określenia „polskie obozy zagłady Majdanek i Auschwitz”. 22 grudnia 2016 roku, po trwającym trzy lata procesie, Sąd Apelacyjny w Krakowie prawomocnie uznał, że sformułowanie „polskie obozy” jest nie tylko historycznym kłamstwem, ale także naruszeniem indywidualnych dóbr Karola Tendery i nakazał telewizji ZDF zamieszczenie przeprosin na stronie głównej jej serwisu internetowego.
Podczas procesu przed krakowskim sądem Karol Tendera powiedział:

Byłem w trzech obozach i we wszystkich wieszali, bili, katowali i palili Niemcy, nie Polacy. Nie wolno dać się zakrzyczeć, że to była pomyłka, ja tego nie zaakceptuję i nie zgadzam się na to!

W sierpniu 2018 roku niemiecki Federalny Trybunał Sprawiedliwości w Karlsruhe uznał, że stacja nie musi się podporządkowywać wyrokowi z Polski.
Telewizja ZDF początkowo odwołała się również od wyroku w Polsce. W marcu 2019 roku z interpelacją do Rady Europejskiej i Komisji Europejskiej ws. wyroku niemieckiego sądu dotyczącego określenia „polskie obozy zagłady” w procesie Karola Tendery wystąpili europosłowie Parlamentu Europejskiego: Ryszard Legutko, Jadwiga Wiśniewska, Zbigniew Kuźmiuk, Karol Karski i Ryszard Czarnecki. W sierpniu 2019 w sprawie podjęcia działań w celu zapewnienia wykonania na terenie Niemiec wyroku Sądu Apelacyjnego w Krakowie z dnia 22 grudnia 2016 r., nakazującego niemieckiej telewizji publicznej ZDF opublikowanie przeprosin dla Karola Tendery interpelowała do Rady Ministrów posłanka Iwona Arent. We wrześniu 2019 roku telewizja publiczna ZDF wycofała skargę kasacyjną od wyroku krakowskiego sądu, którą wcześniej wniosła.
Równolegle z batalią sądową Karola Tendery odbywały się procesy żołnierza Armii Krajowej kpt. Zbigniewa Radłowskiego przeciwko niemieckiej telewizji publicznej ZDF w związku z filmem fabularnym „Nasze matki, nasi ojcowie” wyprodukowanym i kilkukrotnie emitowanym przez ZDF. Film przedstawia żołnierzy AK jako antysemitów i nacjonalistów.

### Ikona protestu przeciwko zniesławieniom
W społecznych reakcjach na pozew Karola Tendery zwracano uwagę na brak polityki historycznej polskich władz wobec licznych przypadków zakłamywania poza Polską historii dotyczącej Holokaustu. W styczniu 2017 roku administratorzy facebookowego profilu „Żelazna Logika” zorganizowali akcję upubliczniania na profilach mediów niemieckich grafik przypominających o niemieckich organizatorach obozów zagłady w okupowanej Polsce. Akcja opatrzona hasztagami #GermanDeathCamps,  #GermanNotNazi, #GermanNotPolish wywołała dyskusje, również po niemiecku, na profilach niemieckich redakcji w mediach społecznościowych. Początkowo telewizja ZDF skrupulatnie usuwała wpisy polskich internautów blokując ich konta. Również na początku 2017 roku z Wrocławia do Niemiec wyruszył mobilny podświetlany baner „Death Camps Were Nazi German” („obozy zagłady były nazistowsko-niemieckie”).  Akcja miała wielu sponsorów, koordynowana była przez polską Fundację Tradycji Miast i Wsi. Po wizycie w Niemczech (m.in. przed siedzibą telewizji publicznej ZDF w Moguncji), baner przedstawiany był przed siedzibami instytucji europejskich w Brukseli, a następnie w Londynie i na Uniwersytecie w Cambridge w Wielkiej Brytanii. W marcu 2018 roku do organizatorów akcji niemiecka kancelaria prawnicza wystosowała przedsądowe żądanie zaprzestania używania grafiki wykorzystanej na polskim billboardzie. Według Niemców miał on naruszać prawa autorskie wydawnictwa Eichborn Verlag, które opublikowało w 2012 roku książkę Timura Vermesa „On wrócił”. Chodziło o uproszczoną czarno-białą podobiznę Adolfa Hitlera.
W 2018 roku Polonia z Chicago zorganizowała przejazdy przez USA ciężarówki z banerami „German Death Camps” (niemieckie obozy śmierci). Obie akcje zorganizowano społecznie, bez udziału środków od rządu polskiego.
Podobny charakter miała również ogólnopolska akcja pisania listów do prezydenta Federalnego Trybunału Konstytucyjnego Andreasa Voßkuhle'a –  zorganizowana przez uczniów i nauczycieli II Liceum Ogólnokształcącego im. Polonii i Polaków w Świecie w Augustowie.
W sprawie procesu Karola Tendery z niemieckim publicznym nadawcą krytyczne stanowisko wobec ZDF ogłosiło również Centrum Monitoringu i Wolności Prasy Stowarzyszenia Dziennikarzy Polskich.

## Nagrody i odznaczenia
W czerwcu 2016 roku „za wieloletnie zaangażowanie w obronę dobrego imienia Polski oraz w przeciwdziałanie używaniu określeń fałszujących historię” został uhonorowany przez sekretarza stanu w Ministerstwie Spraw Zagranicznych – Jana Dziedziczaka, odznaką „Bene Merito”. W listopadzie 2017 roku Instytut Pamięci Narodowej przyznał mu nagrodę „Świadek Historii”. W lutym 2019 roku prezydent RP Andrzej Duda odznaczył go Medalem Stulecia Odzyskanej Niepodległości.
Został pochowany 10 października 2019 roku na Cmentarzu Rakowickim w Krakowie.

## Twórczość
- Polacy i Żydzi w KL Auschwitz 1940–1945 : pamiętnik więźnia KL Auschwitz-Birkenau, Wydawnictwo Jagiellonia, Kraków 2008, ISBN 978-83-85729-65-5
- My path to freedom : a memoir of a survivor of Auschwitz, (tłumaczenie Agnieszka Bukowiecka), Państwowe Muzeum Auschwitz-Birkenau, Oświęcim 2019, ISBN 978-83-7704-281-6